# Russi
Pour les articles homonymes, voir Russi (homonymie).

Russi (/ˈrusːi/, en romagnol : Ròss) est une commune italienne de la province de Ravenne, dans la région Émilie-Romagne.

## Géographie
Russi est située sur la route provinciale SP302, entre son chef-lieu Ravenne (17 km) et Faenza (15 km). Les grandes villes plus proches sont : 
- Forlì 20 km ;
- Imola 40 km ;
- Cesena 45 km ;
- Bologne 75 km.

## Histoire

### Antiquité
D’après les recherches archéologiques, l’histoire de Russi est bimillénaire comme l’attestent les fouilles archéologiques de la villa romaine du IIe siècle et les traces de cultures intensives sur la zone.

Après l’invasion barbare, le territoire fut progressivement abandonné et le manque de travaux de drainage de la part de l’homme, transforma le pays en marécages et paludes. 

### Moyen Âge
À la fin du haut Moyen Âge, les gens de Faenza et de Ravenne se disputèrent cette terre de plaine très fertile et y construisirent des châteaux, tel Raffanara ou Cortina.

En 1234, durant une des fréquentes batailles entre les deux cités, Faenza détruisit les deux forteresses de Ravenne. En 1371, un nouveau centre fortifié, nommé Russi, est érigé par Guido da Polenta qui y vécut jusqu’en 1377.

### Renaissance
Le début du XVIe siècle est marqué par de grands bouleversements pour la population, les assauts répétés contre le château de la part de César Borgia, puis de la coalition de la ligue de Cambrai, et enfin l’expédition du 3-4 avril 1512 de Gaston de Foix-Nemours et la bataille de Ravenne.

En 1527, les troupes de Charles III de Bourbon, de passage dans le territoire et en transit pour Rome, occupèrent le château et s’abandonnèrent au saccage et au meurtre.

En 1568, après divers aventures, Russi retourna sous la juridiction de Faenza, dans l’État pontifical, mais en obtenant sa propre magistrature et son autonomie administrative jusqu’en 1859, quand les territoires de la Légation de la Romagne furent occupés par les troupes du royaume de Sardaigne.

### Unité de l’Italie
En 1831, Russi fut le premier pays de Romagne à s’insurger, notamment le 31 décembre 1834, où l’écrivain et patriote Domenico Antonio Farini fut tué.

## Monuments et lieux d’intérêt
- L’église de Santo Stefano in Tegurio et de San Pancrazio – dans les hameaux de Godo et de San Pancrazio.
- La Villa romana de Russi' et son musée (dallage de mosaïque')
- Le Palazzo San Giacomo : fresques à thèmes mythologiques et allégoriques.
- La Rocca – fortification du XIVe siècle.
- Le Musée de la vie paysanne en Romagne,
- Le Museo de l'art contemporain.

## Personnalités liées à Russi
- Luigi Amaducci
- Alfredo Baccarini
- Eraldo Baldini
- Elena Bucci, actrice
- Delio Cantimori, historien
- Cino Cantimori
- Domenico Antonio Farini écrivain et patriote
- Luigi Carlo Farini
- Arnaldo Foschini, architecte
- Silvio Gordini, peintre
- Luciano Pezzi, cycliste
- Paolo Pezzi, archevêque de Moscou

## Fêtes et évènements
Fîra d'i sett dulürou foire des sept douleurs, la plus ancienne manifestation de la province de Ravenne qui remonte au XVIIe siècle et qui se déroule la troisième semaine de septembre avec honneur à la gastronomie et à la cuisine romagnole.
Storia della FiraHistoire de l’évolution des foires qui depuis 1798 évoluèrent en fonction des gouvernements successifs, en foire aux bestiaux, foire gastronomique, fête religieuse, feux d’artifice, fête foraine (luna park), etc.
La cânta d' RossFête de la chanson et de la tradition populaire en dialecte romagnol.
Libri mai mai vistiles livres jamais vus, cette foire présente des œuvres sur la beauté de l’absurde de livres réalisés avec des matériaux improbables, des histoires incompréhensibles, des dessins et écrits difficilement commercialisables ; œuvres d’artistes hors standard.

## Galerie de photos

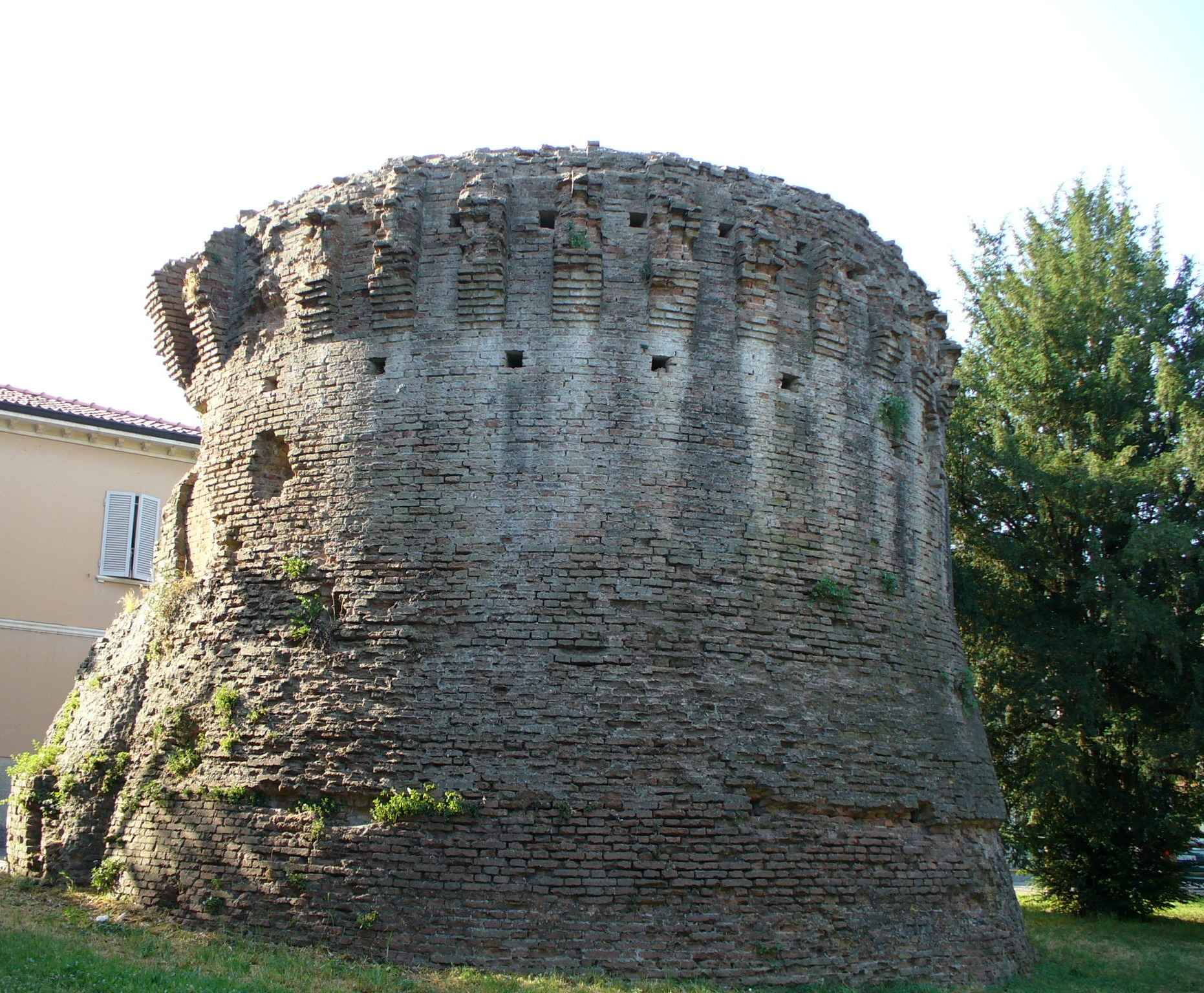
Antique fortification.
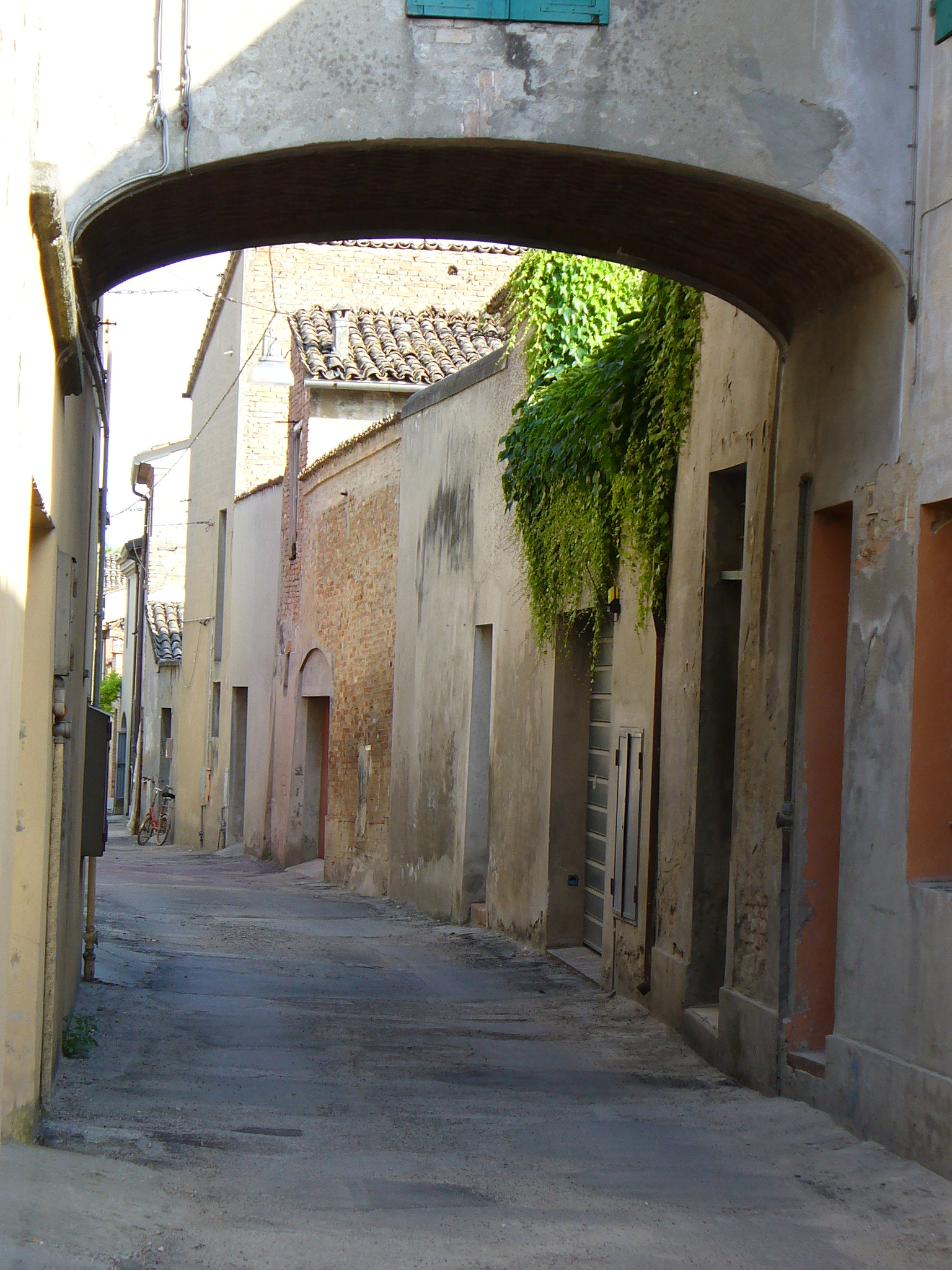
Scorcio di vicolo Farini.
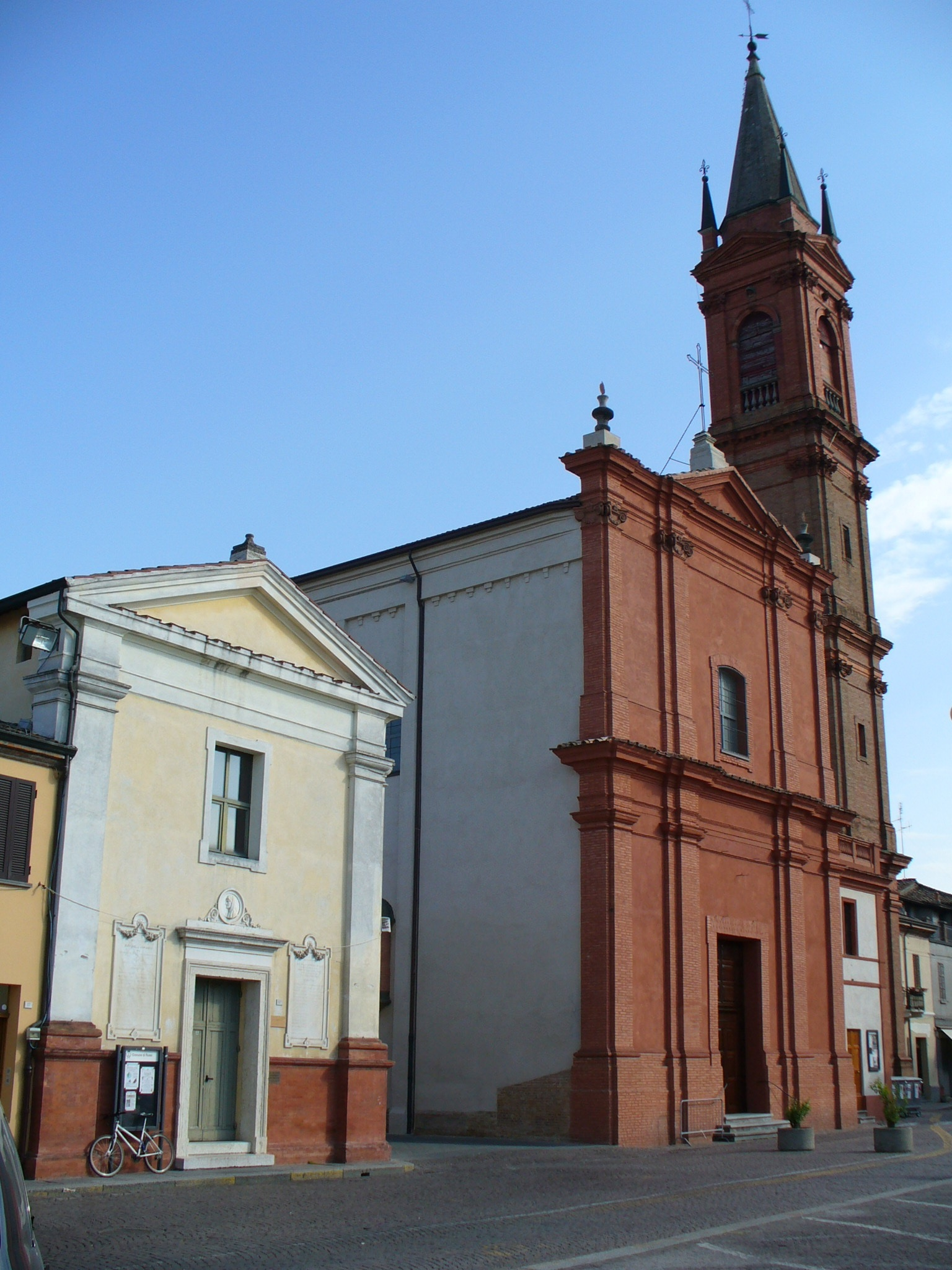
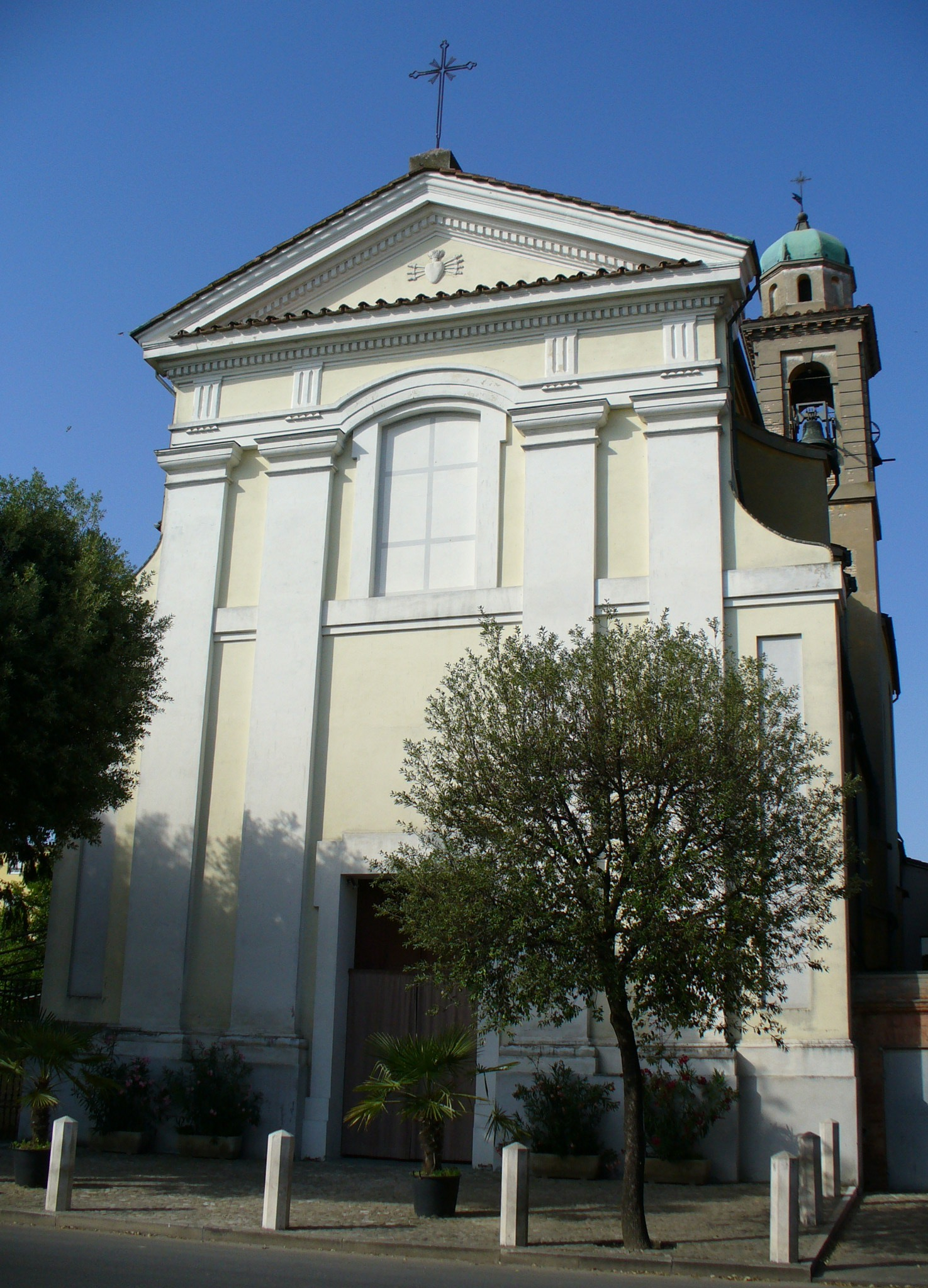
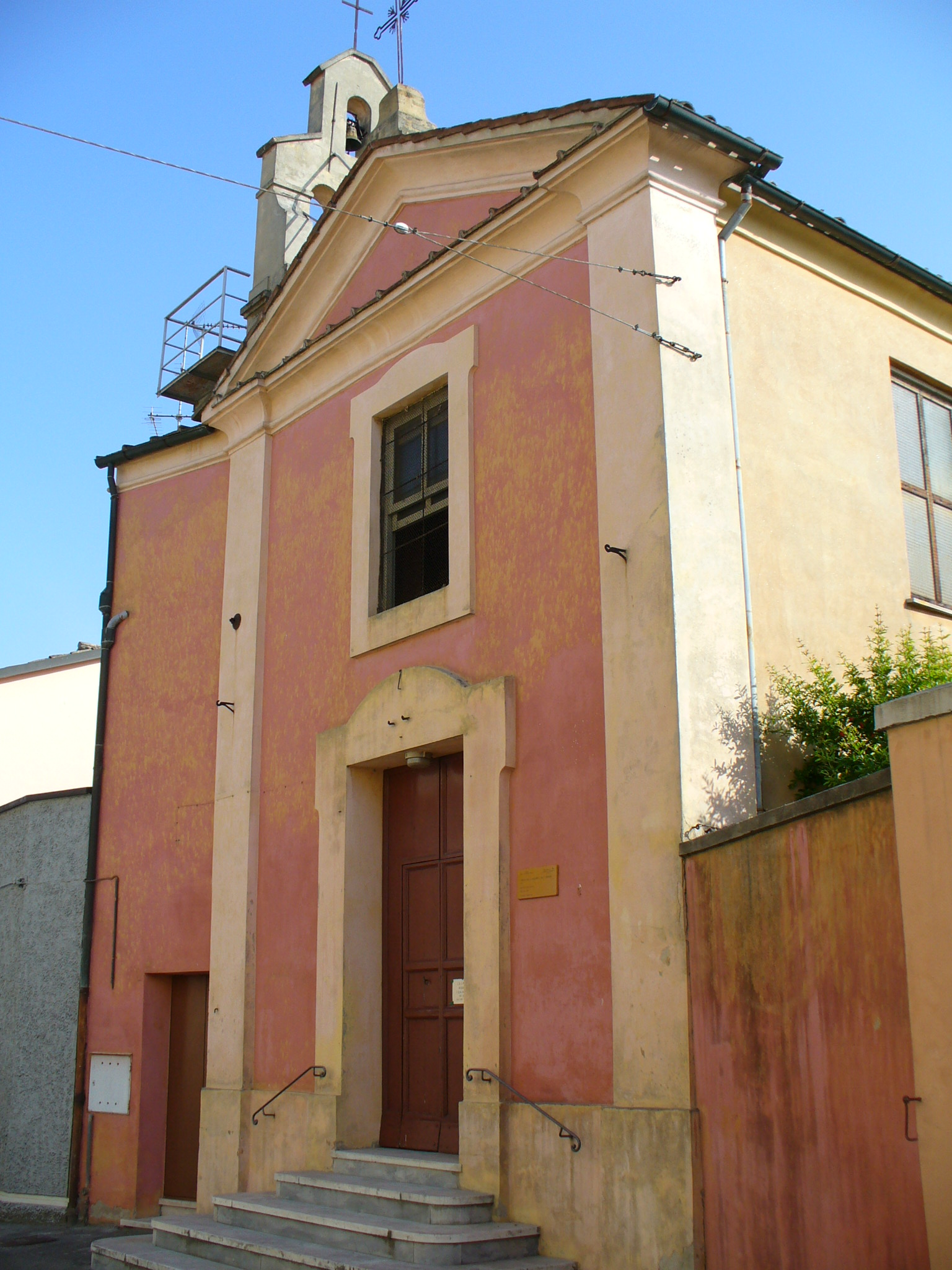
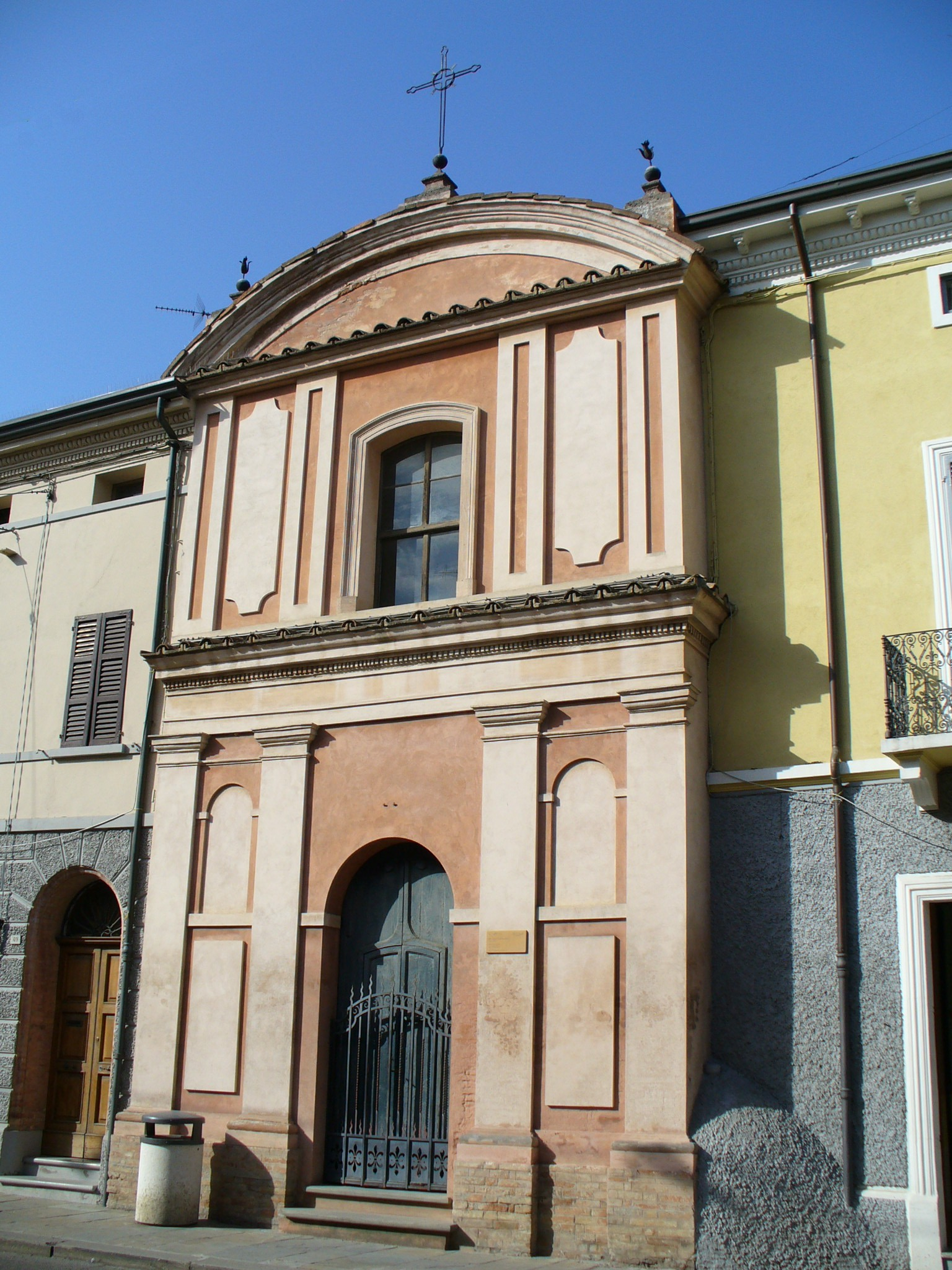

## Infrastructure et transports
La commune est traversée par la ligne de chemin de fer Castelbolognese-Ravenne et la ligne Faenza-Ravenne.

## Administration
| Période                                  | Période  | Identité      | Étiquette     | Qualité |
| ---------------------------------------- | -------- | ------------- | ------------- | ------- |
| 07/06/2009                               | En cours | Sergio Retini | Liste civique |         |
| Les données manquantes sont à compléter. |          |               |               |         |

### Hameaux
Godo, San Pancrazio, Cortina, Chiesuola, Pezzolo, Borgo Zampartino, Borgo Violetta, Borgo Testi Rasponi.

### Communes limitrophes
Bagnara di Romagna, Castel Bolognese, Cotignola, Faenza, Imola, Bagnacavallo,  Forlì, Ravenne.

## Population

### Évolution de la population en janvier de chaque année
| 1861  | 1901  | 1921  | 1951  | 1961   | 1971   | 1981   | 1991   | 2001   |
| ----- | ----- | ----- | ----- | ------ | ------ | ------ | ------ | ------ |
| 7 852 | 8 284 | 8 879 | 9 549 | 10 548 | 11 156 | 11 215 | 10 879 | 10 503 |

| 2011   | - | - | - | - | - | - | - | - |
| ------ | - | - | - | - | - | - | - | - |
| 12 286 | - | - | - | - | - | - | - | - |

### Ethnies et minorités étrangères
Selon les données de l’institut national de statistique (ISTAT) au 1er janvier 2010, la population étrangère résidente était de 1 095 personnes.
Les nationalités majoritairement représentatives étaient :
| Pos. | Pays     | Population |
| ---- | -------- | ---------- |
| 1    | Roumanie | 308        |
| 2    | Maroc    | 147        |

## Note
1. ↑  (it) Popolazione residente e bilancio demografico sur le site de l'ISTAT.
2. ↑  « Commune de Russi »(Archive.org • Wikiwix • Archive.is • Google • Que faire ?)

## Jumelages
| Ville | Ville     | Pays | Pays      | Période                   |
| ----- | --------- | ---- | --------- | ------------------------- |
|       | Beaumont, |      | France    | depuis le 7 mars 2004     |
|       | Bopfingen |      | Allemagne | depuis le 11 octobre 1996 |
|       | Podbořany |      | Tchéquie  |                           |
|       | Saluggia  |      | Italie    |                           |

Russi, Beaumont et Bopfingen constituent un cas de jumelage tripartite.